# كاثرين لاسي (مؤلفة)
كاثرين لاسي (بالإنجليزية: Catherine Lacey)‏ (9 أبريل 1985، توبيلو في الولايات المتحدة)؛ كاتِبة وروائية أمريكية. درست في جامعة كولومبيا.

## جوائز
- حصلت على جائزة وايتنج لعام 2016 .